# Alabama State Route 17
Die Alabama State Route 17 (kurz AL 17) ist eine in Nord-Süd-Richtung verlaufende State Route im US-Bundesstaat Alabama.
Die State Route beginnt am U.S. Highway 98 in Mobile und endet nach 547 Kilometern nahe Zip City an der Grenze zu Tennessee. Nach der Grenze wird sie zur Tennessee State Route 13.

## Verlauf
Ab der Kreuzung mit dem US 98 und der State Route 42 im Zentrum von Mobile verläuft die AL 17 gemeinsam mit dem U.S. Highway 45 in nördlicher Richtung und sie treffen im Norden der Stadt auf die Interstate 65. Südlich von Kushla werden sie von der Alabama State Route 158 gekreuzt und in Citronelle zweigt die State Route 217 in westlicher Richtung ab. Nördlich von Deer Park trennt sie sich vom US 45, der in Richtung Nordwesten weiterverläuft.
In der Ortschaft Chatom wird die AL 17 von der Alabama State Route 56 gekreuzt und in Silas trifft sie auf den U.S. Highway 84 sowie in Butler auf die State Route 10. In der Ortschaft Jachin zweigt die Alabama State Route 156 in östlicher Richtung ab. In Scratch Hill wird die AL 17 vom U.S. Highway 80 gekreuzt, bevor sie in York auf den U.S. Highway 11 trifft. Nördlich von York überquert die State Route die Trasse der Interstates 20 und 59.
Nördlich von Boyd zweigt die State Route 28 wie die State Route 116 zwischen Emelle und Geiger in Richtung Osten ab. Westlich Cochrane trifft die AL 17 auf die State Route 32, die als Verbindung zur Grenze zu Mississippi dient. Im Zentrum der Stadt Aliceville nutzt die AL 17 auf der 2nd Street und der 1st Avenue die Trasse der Alabama State Route 14. In Carrollton wird die State Route von der Alabama State Route 86 gekreuzt.
In der Ortschaft Reform trifft die Alabama State Route 17 auf den U.S. Highway 82. Ab Kennedy nutzt die Straße die Trasse der Alabama State Route 96, varlässt sie aber in Millport wieder in nördlicher Richtung. Im Süden von Vernon trifft die AL 17 auf die State Route 18 und im Zentrum von Sulligent wird sie vom U.S. Highway 278 sowie der Alabama State Route 118 gekreuzt. Nördlich von Detroit zweigt die State Route 19 ab und westlich der Stadt Hamilton trifft sie auf die Trasse des U.S. Highways 78 und der State Route 4.
Im Zentrum der Stadt trifft sie erneut auf den U.S. Highway 278 sowie auf den US 43 und die State Routes 74 und 171. Die AL 17 verlässt Hamilton gemeinsam mit dem US 43 in Richtung Nordwesten. Kurz vor Hackleburg zweigt die State Route 187 in nördlicher Richtung ab und innerhalb des Ortes wird sie von State Routes 172 und 253 gekreuzt. Ab dem Ort Spruce Pine nutzt auch die Alabama State Route 13 die Trasse der AL 17 und des US 43. Im Süden von Russellville trifft sie auf die State Route 24.
Durch die Städte Muscle Shoals und Florence verläuft die Alabama State Route 17 auf einer Trasse mit den U.S. Highways 43 und 72 sowie den State Routes 2, 13, 20 und 157. Nach der Überquerung des von der Alabama State Route 133 gebildeten Stadtrings von Florence, verlässt die AL 17 die Stadt als einzelne Straße und endet nach insgesamt 547 Kilometern nördlich von Zip City an der Grenze zu Tennessee. Nach der Grenze geht sie in die Tennessee State Route 13 über.